# 産休〜Thank You〜
『産休〜Thank You〜』（サンキュウ）は、宮村優子の3枚目のアルバム。1998年7月23日、ビクターエンタテインメントより発売。

## 解説
- 2ndアルバム『不意打ち』以来約10ヶ月ぶりとなるオリジナルアルバム（途中に『魂』のリリースはあったが、企画ミニアルバムのためカウントせず）。
- 9thシングル「恋と欲望」、10thシングル「アリガト」を収録、なお「アリガト」のカップリング「水曜日の惑星」は未収録となった。
- タイトルの「」は「産休」とありがとうの英語である「thank you」を掛けたもの。
- 今作では1stシングル「恋をするなら」や5thシングル「平成偉人伝」で編曲のみを担当していた髙浪敬太郎が作曲や編曲で数多く関わっている。また元ピチカート・ファイヴの小西康陽も今作では参加している。また12曲目「さんきゅ」では宮村自身初となる作曲に挑戦している。
- 2025年5月25日、デビュー30周年を記念して配信限定アルバムとして再リリースされた。なお、版権の都合上7曲目の「La La Means I Love You」は配信ではカットされている。

## 収録曲
| #   | タイトル                      | 作詞                                                      | 作曲                                  | 編曲       | 時間 |
| --- | ----------------------------- | --------------------------------------------------------- | ------------------------------------- | ---------- | ---- |
| 1.  | 「弱きもの汝の名は女なり」    | みやむらゆうこ                                            | 髙浪敬太郎                            | 髙浪敬太郎 | 3:38 |
| 2.  | 「恋と欲望」                  | 青島雪男                                                  | 関口和之（from サザンオールスターズ） | 長谷部徹   | 4:48 |
| 3.  | 「ママ・トールド・ミー」      | 小西康陽                                                  | 小西康陽                              | 小西康陽   | 3:30 |
| 4.  | 「球体」                      | 岩里祐穂                                                  | 髙浪敬太郎                            | 髙浪敬太郎 | 4:29 |
| 5.  | 「チュッ・チュッ・チュッ」    | 弥勒                                                      | CHiBUN                                | CHiBUN     | 4:22 |
| 6.  | 「キス」                      | 小西康陽                                                  | 小西康陽                              | 小西康陽   | 3:51 |
| 7.  | 「La La Means I Love You」    | Thomas Randlph Bell William Hart 日本語詞：みやむらゆうこ | Thomas Randlph Bell William Hart      | 髙浪敬太郎 | 3:37 |
| 8.  | 「聖母たちのララバイ」        | 山川啓介                                                  | 木森敏之・John Scott                  | 髙浪敬太郎 | 4:40 |
| 9.  | 「doobie-doobop '98」         | Love Palette                                              | Love Palette                          | 髙浪敬太郎 | 4:02 |
| 10. | 「Pardon!／ときどきオオカミ」 | 弥勒                                                      | 長谷部徹                              | 長谷部徹   | 4:08 |
| 11. | 「アリガト」                  | 髙浪敬太郎                                                | 髙浪敬太郎                            | 髙浪敬太郎 | 5:12 |
| 12. | 「さんきゅ」                  | みやむらゆうこ                                            | みやむらゆうこ                        | 髙浪敬太郎 | 3:44 |

## 参加ミュージシャン
| 弱きもの汝の名は女なり - Synthesizer Programming＆Keyboards：髙浪敬太郎 - Synthesizer Operator：坂元俊介 - Drums：湊雅史 - E.Bass：キタダマキ（from Syrup 16g） - E.Guitar：中シゲヲ - A.Guitar：CHiBUN - Combo Organ：細海魚 - Chorus：新居昭乃・髙浪敬太郎 - Shura-Shu-Shu Chorus：宮村優子 - Cheers on “Let’s Go”：新居昭乃・髙浪敬太郎・吉岡泰正・松下知佳・黒川知英・神山あすか・白沢あゆみ・小野寺友洋・林琴恵・三沢直子 - Clap：髙浪敬太郎・新居昭乃・石山貴唯・桜井裕子 恋と欲望 - Synthesizer Programming,Operation＆Keyboards：長谷部徹 - Guitars：松田文 - Flugelhorn：エリック宮城 - Trombone：中川英二郎 - Chorus：宮下文一・鮎川麻弥 ママ・トールド・ミー - All Instruments：坂元俊介 球体 - Synthesizer Programming＆Keyboards：髙浪敬太郎 - Synthesizer Operator：坂元俊介 - E.Bass：沖山優司 - Guitars：斎藤誠 - Trumpet：荒木敏男 - Sax＆Trumpet：山本拓夫 - Combo Organ：細海魚 - Chorus：新居昭乃・髙浪敬太郎 - Junior Chorus：吉岡泰正・松下知佳・黒川知英・神山あすか・白沢あゆみ・小野寺友洋・林琴恵・三沢直子 - Senior Chorus：髙浪敬太郎・新居昭乃・竹中昭彦・桜井裕子 チュッ・チュッ・チュッ - Synthesizer Programming,Keyboards＆E.Guitar：CHiBUN - E.Bass：キタダマキ（from Syrup 16g） - Chorus：新居昭乃 キス - Trumpet：佐々木史郎 - Voice：小西康陽・廣瀬修・坂元俊介 - Other Instruments：坂元俊介 | La La Means I Love You - Synthesizer Programming,Keyboards,Harmonica＆Auto Harp：髙浪敬太郎 - G.Guitar：田代耕一郎 - Percussion：三沢泉 - Vibraphone：金山功 - Chorus：新居昭乃 聖母たちのララバイ - Synthesizer Programming＆Keyboards：髙浪敬太郎 - Drums：湊雅史 - E.Bass：キタダマキ（from Syrup 16g） - Guitars：CHiBUN - Hammond Organ：細海魚 - Tambourine：坂元俊介 doobie-doobop '98 - Synthesizer Programming＆Chorus：髙浪敬太郎 - Drums：宮田繁男 - E.Bass：沖山優司 - Guitars：斎藤誠 - Keyboards：髙浪敬太郎・中山努 - Trumpet：荒木敏男 - Sax：山本拓夫 - Vibraphone：金山功 - Whaoo!：宮村優子・高浪敬太郎・石山貴唯・梅田美夕紀・桜井裕子・鈴木優子 Pardon!／ときどきオオカミ - Guitars：梶原順 - All Other Instruments：長谷部徹 アリガト - Synthesizer Programming＆Keyboards：髙浪敬太郎 - Synthesizer Operator：坂元俊介 - Background Vocal：宮村優子 - Chorus：新居昭乃 さんきゅ - Synthesizer Programming＆Keyboards：髙浪敬太郎 - Synthesizer Operator：坂元俊介 - Guitars：CHiBUN - Senior Chorus：高浪敬太郎・新居昭乃・石山貴唯・坂元俊介・桜井裕子 |